# Méthode de Hartree–Fock non restreinte
La méthode de Hartree-Fock non restreinte est une des applications théoriques les plus communément utilisées pour les composés à couche ouverte pour lesquels les nombres d'électrons de chaque spin ne sont pas égaux. 

## Principe
Alors que la méthode de Hartree-Fock restreinte utilise une seule orbitale moléculaire deux fois, une fois multipliée par la fonction de spin α et une par la fonction de spin β dans le déterminant de Slater, la méthode de Hartree-Fock non restreinte utilise des orbitales moléculaires différentes pour les électrons α et β. C'est la raison pour laquelle cette méthode est parfois qualifiée de DODS (different orbitals for different spins - orbitales différentes pour spins différents). Le résultat est deux équations de Roothaan couplées, connues sous le nom d'équations de Pople-Nesbet.
{\displaystyle \mathbf {F} ^{\alpha }\ \mathbf {C} ^{\alpha }\ =\mathbf {S} \mathbf {C} ^{\alpha }\ \mathbf {\epsilon } ^{\alpha }\ }
{\displaystyle \mathbf {F} ^{\beta }\ \mathbf {C} ^{\beta }\ =\mathbf {S} \mathbf {C} ^{\beta }\ \mathbf {\epsilon } ^{\beta }\ }
où {\displaystyle \mathbf {F} ^{\alpha }\ } et {\displaystyle \mathbf {F} ^{\beta }\ } sont les matrices de Fock pour les orbitales {\displaystyle \alpha \ } et {\displaystyle \beta \ }, {\displaystyle \mathbf {C} ^{\alpha }\ } et {\displaystyle \mathbf {C} ^{\beta }\ } sont les matrices de coefficients pour les orbitales {\displaystyle \alpha \ } et {\displaystyle \beta \ }, S est la matrice de recouvrement des fonctions de base, et {\displaystyle \mathbf {\epsilon } ^{\alpha }\ } et {\displaystyle \mathbf {\epsilon } ^{\beta }\ } sont les matrices (diagonales par convention) des énergies d'orbitales pour les orbitales α et β. Ces deux équations sont couplées car les éléments des matrices de Fock pour un spin contiennent les coefficients des deux spins, les orbitales devant être déterminées dans le champ moyen des autres électrons. Le résultat final est un ensemble d'orbitales moléculaires et d'énergies orbitalaires pour les électrons de spin α et un autre ensemble pour les électrons de spin β.

## Défauts de la méthode
Cette méthode possède cependant un défaut important. Un déterminant de Slater unique de différentes orbitales pour des spins différents n'est pas une fonction propre satisfaisante pour l'opérateur de spin total {\displaystyle \mathbf {S} ^{2}}. L'état fondamental est alors contaminé par les états excités. S'il y a un électron de plus de spin α que de spin β, alors l'état fondamental est un doublet. La valeur moyenne de {\displaystyle \mathbf {S} ^{2}}, écrite sous la forme {\displaystyle \langle \mathbf {S} ^{2}\rangle }, devrait être {\displaystyle {\frac {1}{2}}({\frac {1}{2}}+1)=0,75}, mais est en fait plus proche de cette valeur si l'état doublet est contaminé par un état quadruplet. Un état triplet avec deux électrons α surnuméraires devrait donner {\displaystyle \langle \mathbf {S} ^{2}\rangle } = 1 (1 + 1) = 2, mais la valeur est plus grande, l'état triplet étant contaminé par un état quintuplet. Lorsque des calculs sont menés dans le cadre de la méthode Hartree-Fock non restreinte, il est nécessaire de vérifier cette contamination de spin. Ainsi, par exemple, dans un état doublet, si {\displaystyle \langle \mathbf {S} ^{2}\rangle } = 0,8 ou moins, il est probablement satisfaisant. Si la valeur est de 1,0 ou plus, elle n'est certainement plus valable, et le résultat de calcul peut être rejeté et une autre approche promise. Cependant, comme pour les autres recherches de ce type, la distinction requiert de l'expérience.
Étant donné ce défaut, il est peut-être étonnant de constater que la méthode Hartree-Fock non restreinte est utilisée de manière fréquente et préférée à la méthode de Hartree-Fock restreinte pour couche ouverte. En fait, la méthode non restreinte est plus facile à coder, il est plus facile de développer des méthodes post-Hartree-Fock, et cette méthode est univoque, alors que dans la méthode à couche ouverte restreinte des opérateurs de Fock différents peuvent donner la même fonction d'onde finale.